# Landesregierung Schausberger II
Die Landesregierung Schausberger II bildete die Salzburger Landesregierung unter Landeshauptmann Franz Schausberger zwischen 1999 und 2004. Die Mitglieder der Landesregierung wurden vom Salzburger Landtag am 27. April 1999 gewählt und angelobt und amtierten bis zur Angelobung der Nachfolgeregierung Burgstaller I am 28. April 2004.
Mit dem Landesgesetzblatt Nr. 25/1999 war 1999 eine tiefgreifende Änderung des Landesverfassungsgesetzes von 1945 umgesetzt worden. Kernstück der Verfassungsänderung war dabei die Abschaffung der Regierungsproporzes gewesen, der bisher alle Parteien ab einem gewissen Stimmenanteil bei einer Landtagswahl an der Regierung beteiligte. Durch die Verfassungsänderung wurden nun die Proporzregierung durch das Mehrheitsprinzip auf Grund freier Vereinbarung der Landtagsparteien ersetzt.
Bei der Landtagswahl in Salzburg 1999 hatte die Österreichische Volkspartei (ÖVP) 38,8 % erreicht und war damit fast unverändert geblieben. Die Sozialdemokratische Partei Österreichs (SPÖ) konnte hingegen um 5,3 % zulegen und erreichte mit 32,3 % ihr bestes Wahlergebnis seit 1984. Nach der Wahl bildeten ÖVP und SPÖ eine Koalitionsregierung, die bisher an der Proporzregierung beteiligte Freiheitliche Partei Österreichs (FPÖ) schied hingegen durch die Verfassungsänderung aus der Regierung aus. Von den sieben Regierungssitzen entfielen nach dem Abkommen von ÖVP und SPÖ vier auf die ÖVP und drei auf die SPÖ. Bisher hatte die ÖVP drei, SPÖ und FPÖ je zwei Regierungsmitglieder gestellt.

## Regierungsmitglieder
Während der Amtszeit der Regierung kam es mehrfach zu Änderungen in der Regierungsmannschaft. Zunächst legte Arno Gasteiger (ÖVP) sein Amt als Zweiter Landeshauptmann-Stellvertreter am 9. Februar 2000 zurück und wurde an diesem Tag von Wolfgang Eisl abgelöst. Auch der Erste Landeshauptmann-Stellvertreter Gerhard Buchleitner (SPÖ) verzichtete mit dem 25. April 2001 auf sein Amt, womit an diesem Tag die bisherige Landesrätin Gabi Burgstaller zur Ersten Landeshauptmann-Stellvertreterin nachrückte. Als neuer Landesrat wurde Walter Blachfellner (SPÖ) am 25. April 2001 in die Regierung gewählt.
| Amt                                                                   | Name                | Partei | Ressorts |
| --------------------------------------------------------------------- | ------------------- | ------ | --- |
| Landeshauptmann                                                       | Franz Schausberger  | ÖVP    | Vorstand des Amtes der Landesregierung, Landesamtsdirektion, Personalabteilung, Präsidialabteilung einschließlich Innovations- und Forschungspolitik, Außenbeziehungen, EU-Politik, Feuerwehrwesen, Bildung, Jagd- und Fischereiwesen, Ortsbildschutz und -pflege, Pflege historischer Baukultur, Erhaltung des kulturellen Erbes, Orts-, Regional-, Fach- und Heimatmuseen sowie das Salzburger Freilichtmuseum, Kulturförderungsgesetz, Nationalparke, INTERREG-Programme |
| Erste Landeshauptmann-Stellvertreterin bis 25. April 2001 Landesrätin | Gabi Burgstaller    | SPÖ    | Frauenfragen und Gleichbehandlung, Gewerbe- und Verkehrsrecht, Landesbaudirektion bis 25. April 2001 |
| Zweiter Landeshauptmann-Stellvertreter ab 9. Februar 2000             | Wolfgang Eisl       | ÖVP    | Landesplanung und Raumordnung, Finanz- und Vermögensverwaltung, Landesbuchhaltung, Wirtschaft, Tourismus |
| Landesrat                                                             | Josef Eisl          | ÖVP    | Land- und Forstwirtschaft, Wasserwirtschaft, Naturschutz, Energiewirtschaft, Salzburger Volkskultur, Tierschutz im landwirtschaftlichen Bereich |
| Landesrätin                                                           | Maria Haidinger     | ÖVP    | Familien, Kindergärten und Horte, Sozialversicherungswesen, Landeskrankenanstalten und Landesheime, Tierschutz im außerlandwirtschaftlichen Bereich |
| Landesrat ab 25. April 2001                                           | Walter Blachfellner | SPÖ    | |
| Landesrat                                                             | Othmar Raus         | SPÖ    | Wasserrecht, Wohnungs- und Siedlungswesen, Siedlungswasserwirtschaft, Umwelt- und Gewässerschutz, Kultur- und Sportangelegenheiten |
| Vorzeitig ausgeschiedene Mitglieder der Landesregierung               |                     |        | |
| Erster Landeshauptmann-Stellvertreter bis 25. April 2001              | Gerhard Buchleitner | SPÖ    | Jugendförderung, Sozial- und Wohlfahrtswesen, Behindertenangelegenheiten, Gesundheitswesen, Gemeindeangelegenheiten, Landesrechnungshof |
| Zweiter Landeshauptmann-Stellvertreter bis 9. Februar 2000            | Arno Gasteiger      | ÖVP    | Landesplanung und Raumordnung, Finanz- und Vermögensverwaltung, Landesbuchhaltung, Wirtschaft, Tourismus |